# جوزي غالاغير
جوزي غالاغير (بالإنجليزية: Josie Gallagher)‏ هو لاعب قذف أيرلندي، ولد في 1923 في Gort ‏ في جمهورية أيرلندا، وتوفي في 1998.